# أوسيرا دي إبرو
بلدية أوسيرا دي إبرو (بالإسبانية: Osera de Ebro) هي بلدية تقع في مقاطعة سرقسطة التابعة لمنطقة أراغون شمال شرق إسبانيا.

## الديموغرافيا
بلغ عدد سكان بلدية أوسيرا دي إبرو 462 نسمة عام 2011 (وفقاً للمعهد الوطني الإسباني للإحصاء).
| 361 | 353 | 374 | 387 | 417 | 457 | 462 |